# Manmohan Singh
Pour les articles homonymes, voir Singh.
Manmohan Singh (en pendjabi : ਮਨਮੋਹਨ ਸਿੰਘ ; en hindi : मनमोहन सिंह), né le 26 septembre 1932 à Gah (Inde britannique, aujourd'hui au Pakistan) et mort le 26 décembre 2024 à Delhi, est un économiste et un homme d'État indien, membre du Congrès national indien et Premier ministre de 2004 à 2014.

## Biographie

### Carrière
Manmohan Singh est économiste de formation et a fait ses études au Nuffield College à Oxford et au St John's College à Cambridge ainsi qu'à l'université du Panjab.
Il est considéré comme l'architecte du programme de réformes économiques de l'Inde dans les années 1990. C'est sous son impulsion, comme ministre des Finances dans le gouvernement Rao (1991-1996), qu'est instauré un programme de libéralisation de l’économie.
Manmohan Singh est élu à la Rajya Sabha entre 1991 et 1996, en tant que représentant de l'Assam, puis de 2001 à aujourd'hui.
Bien que ses réformes économiques aient été très populaires dans la classe moyenne (mais beaucoup moins parmi les pauvres et les milieux nationalistes), il a perdu les élections à la Lok Sabha, dans une circonscription de Delhi Sud en 1999.
Après la victoire surprise du Parti du Congrès aux élections de 2004, Sonia Gandhi est pressentie pour occuper la position de Premier ministre. Mais, le 18 mai, elle refuse le poste et le lendemain le président Abdul Kalam propose officiellement le poste à Singh. Ce dernier prête serment le 22 mai et devient le premier Sikh à occuper ce poste.
Il engage en 2009 l'operation Green Hunt contre les rebelles naxalites qu'il désigne comme « la plus grande menace pour la sécurité intérieure du pays ». Le gouvernement doit parallèlement faire face à une montée de la contestation à l’égard d’un modèle néolibéral qui s’accompagne de graves violations des droits humains.
En février 2012, il porte plainte, avec d'autres personnalités politiques, contre les 20 principales sociétés du secteur d'Internet pour exiger un plan de filtrage des « contenus offensants » sur le web indien.
Dans le contexte des écoutes révélées par l'affaire Snowden, son porte-parole précise qu'il n'a pas de ligne téléphonique ou d'adresse électronique personnelle.
Le 17 mai 2014, au lendemain de l'annonce des résultats des élections législatives, il remet sa démission au président Pranab Mukherjee.

### Vie privée
Manmohan Singh s'est marié en 1958 avec Gursharan Kaur. Ils ont trois filles : Upinder Singh, Daman Singh et Amrit Singh. Le couple appartient au clan des Kohli, mais n'utilise pas ce nom.
Upinder Singh est professeur d'histoire à l'Université de Delhi. Elle a écrit six livres, dont Ancient Delhi (1999) et A History of Ancient and Early Medieval India (2008).
Daman Singh est diplômée du St. Stephen's College de Delhi et de l’Institute of Rural Management d'Anand (Gujarat), et est l'auteure de The Last Frontier: People and Forests in Mizoram et d'un roman, Nine by Nine. Elle est mariée avec un dirigeant des services de renseignements indiens, Ashok Patnaik.
Amrit Singh est juriste à l'American Civil Liberties Union (ACLU).
Manmohan Singh a subi plusieurs opérations cardiaques, dont une en janvier 2009.
En 2011, sa fortune personnelle s’élevait à 50 millions de roupies (approximativement 1 million de dollars américains).

### Mort
Après avoir perdu conscience dans sa résidence de Delhi, Manmohan Singh est admis au service d'urgence de l'Institut des sciences médicales de l'Inde le 26 décembre 2024. Il est déclaré mort quelques heures plus tard. Il avait 92 ans. 

#### Hommages
Son successeur, Narendra Modi, salue sa « sagesse et son humilité ». Le gouvernement annonce une période de deuil national de 7 jours jusqu'au 1er janvier 2025 et l'organisation de funérailles nationales. Emmanuel Macron salue la disparition d'un « grand homme » pour l'Inde et « ami » de la France.